# Mallomys gunung
Mallomys gunung är en däggdjursart som beskrevs av Flannery, Aplin, Groves och Adams 1989. Mallomys gunung ingår i släktet Mallomys och familjen råttdjur. Inga underarter finns listade i Catalogue of Life.
Artepitetet i det vetenskapliga namnet är bildat av det indonesiska ordet gunung (bergstrakt).

## Utseende
Djuret är med en kroppslängd (huvud och bål) av 415 till 470 mm, en svanslängd av 355 till 368 mm och en vikt av cirka 2 kg störst i släktet Mallomys, men några få individer av arten Mallomys aroaensis kan få liknande storlek. Bakfötterna är 69 till 75 mm långa och öronen är ungefär 35 mm stora. Den långa täta och lite ulliga pälsen är på ovansidan främst grå. Endast huvudet och axlarna är svarta. Täckhåren är svarta med vita spetsar. Undersidan är täckt av gulvit päls och fötterna har smala klor samt vita och svarta hår på ovansidan. Jämförd med andra släktmedlemmar är öronen lita spetsigare. Hos de flesta exemplar är svansen nära bålen mörk och svansens spets vit. I motsats till andra medlemmar av släktet Mallomys är framtändernas tandemalj vit och inte orange. Av honans spenar ligger två på bröstet och fyra vid ljumsken.

## Utbredning och ekologi
Arten förekommer med två mindre populationer i Nya Guineas västra bergstrakter. Den vistas i regioner som ligger 3500 till 4050 meter över havet. Habitatet utgörs av bergsängar. Boet är en hålighet bland stenar. Antagligen är Mallomys gunung nattaktiv.

## Hot
Denna gnagare jagas av regionens befolkning för köttets skull och den dödas av fri gående hundar. Även bränder påverkar beståndet negativ. IUCN kategoriserar arten globalt som starkt hotad.